# Ворыпаево (Воскресенский район)
Ворыпа́ево — деревня в Воскресенском муниципальном районе Московской области. Входит в состав сельского поселения Ашитковское. Население — 36 чел. (2010).

## География
Деревня Ворыпаево расположена в восточной части Воскресенского района, примерно в 11 км к северу от города Воскресенск. Высота над уровнем моря 129 м. В 1,5 км к востоку от деревни протекает река Сушенка. В деревне 11 улиц, приписано 3 СНТ. Ближайший населённый пункт — деревня Чечевилово.

## Название
Название связано с некалендарным личным именем Воропай.

## История
В 1926 году деревня являлась центром Вырыпаевского сельсовета Усмерской волости Бронницкого уезда Московской губернии.
С 1929 года — населённый пункт в составе Ашитковского района Коломенского округа Московской области, с 1930-го, в связи с упразднением округа и переименованием района, — в составе Виноградовского района Московской области. В 1957 году, после того как был упразднён Виноградовский район, деревня была передана в Воскресенский район.
До муниципальной реформы 2006 года Ворыпаево входило в состав Конобеевского сельского округа Воскресенского района.

## Население
В 1926 году в деревне проживало 247 человек (118 мужчин, 129 женщин), насчитывалось 56 хозяйств, из которых 49 было крестьянских. По переписи 2002 года — 39 человек (18 мужчин, 21 женщина).
| 1926 | 2002 | 2010 |
| ---- | ---- | ---- |
| 247  | ↘39  | ↘36  |